# 皮内鍼

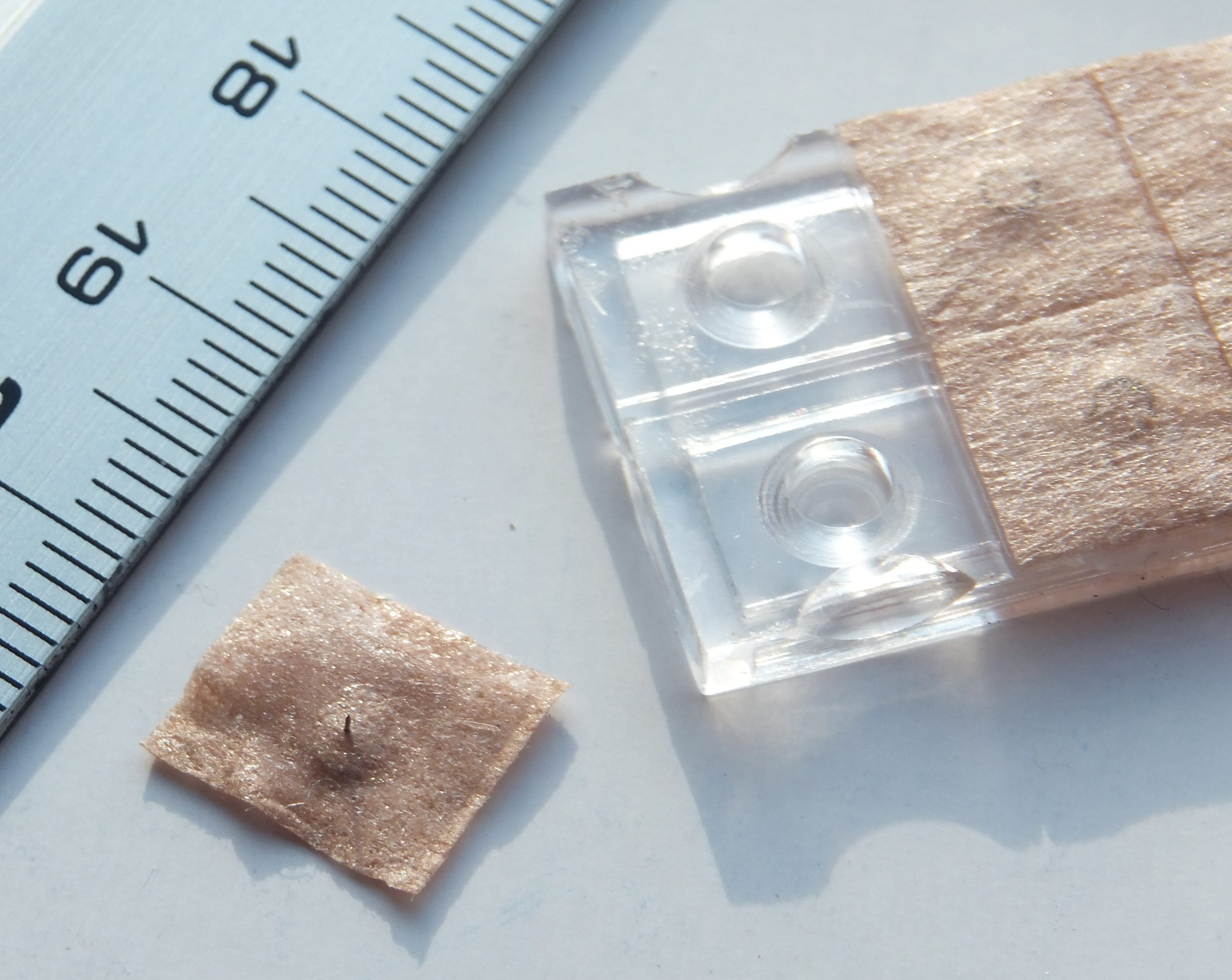
皮内鍼

皮内鍼（ひないしん）は、鍼の形態の一つで、ごく細く短い鍼を、皮膚組織内に刺入し、絆創膏などで固定して、1日から数日留置する治療法である。昭和初期に群馬県の鍼灸師赤羽幸兵衛（あかばね・こうべい）が考案した。
1970年代に、大相撲の大関旭國が背中に皮内鍼をつけて土俵に上がり、よく話題になったが、現在の力士にはあまり愛用者はいないようである。

## 留置鍼と皮内鍼
針の治療法には以前から留置鍼（りゅうちしん）といって、針を刺したまま10分か20分ほど放置しておくと、たださして抜くだけよりも効果があることがわかっていた。しかし鍼は筋肉にも達することが多く、長時間患者を制止させておくことができない。そこで、患者が動いても支障がない、皮下組織だけに刺入して固定するように考案されたのがこの鍼である。

## 皮内鍼の形
皮内鍼に使われる鍼は、鍼体の長さが5mmくらい、直径は0．16～0．2mm、それに長さ2mmほどの鍼柄（竜頭）がついている。

## 使い方
あらかじめ竜頭があたる部分に、幅5mmくらいの絆創膏を貼っておく。鍼はピンセットで竜頭をつまみ、水平面に20度くらいの角度で、2mmか3mm刺入する。その後、刺した針を覆うように絆創膏で止めておく。